# Joe Cooper
Joseph Edward "Joe" Cooper (Houston, Texas; 1 de septiembre de 1957) es un exjugador de baloncesto estadounidense que disputó tres temporadas en la NBA, además de jugar en la CBA, la liga israelí, la liga ACB y la liga argentina. Con 2,08 metros de estatura, jugaba en la posición de pívot.

## Trayectoria deportiva

### Universidad
Jugó durante cuatro temporadas en tres universidades diferentes. Comenzó jugando dos años en el pequeño  Howard College, pasando posteriormente por los Golden Hurricane de la Universidad de Tulsa y finalmente su temporada senior la jugó con los Buffaloes de la Universidad de Colorado, promediando en total 11,6 puntos y 8,9 rebotes por partido.

### Profesional
Fue elegido en el puesto 95 del Draft de la NBA de 1981 por New Jersey Nets, pero fue despedido antes del comienzo de la competición, jugando el resto de la temporada con los Lancaster Lightning de la CBA, equipo con el que alternaría durante cuatro temporadas sus breves incursiones en la NBA. En 1982 fichó como agente libre con Los Angeles Lakers, con los que jugó únicamente dos partidos, y al mes siguiente con los Washington Bullets, jugando 5 encuantros en los que promedió 3,0 puntos y 2,6 rebotes. Acabó la temporada jugando 13 partidos con los San Diego Clippers, 4 de ellos como titular, promediando 5,6 puntos y 5,5 rebotes, sus mejores cifras en la NBA.
En 1985, ya con la temporada avanzada, ficharía por los Seattle SuperSonics hasta el final de la misma, jugando únicamentwe tres partidos. Al año siguiente iniciaría su aventura internacional, fichando por el Hapoel Holon de la liga israelí, para posteriormente aterrizar en la liga ACB en el Oximesa Granada, donde jugaría dos temporadas en las que se vio envuelto en varias polémicas, como una agresión al entonces junior Santi Abad, del Grupo IFA Español en un partido televisado, o la agresión al delegado de su propio equipo, lo que le costó una multa de 500.000 pesetas (3.000 euros). En sus dos temporadas en el equipo granadino promedió 18,3 puntos y 9,1 rebotes por partido.
En 1988 ficha por el recién ascendido Pamesa Valencia, donde juega una temporada, en la que promedia 13,6 puntos y 8,0 rebotes por partido. Acabaría su carrera jugando en el Club Atlético Peñarol y en el Boca Juniors de la liga argentina.

## Estadísticas de su carrera en la NBA

### Temporada regular
| Temporada | Edad | Equipo              | Liga | P  | TIT | MIN  | TC  | TCA | %TC  | 3P  | 3PA | %3P | TL  | TLA | %TL  | R.OF. | R.DEF. | REB | ASIS | ROB | TAP | PER | FP  | PTS |
| 1981-82   | 24   | New Jersey Nets     | NBA  | 1  | 0   | 11.0 | 1.0 | 2.0 | .500 | 0.0 | 0.0 |     | 0.0 | 0.0 |      | 1.0   | 1.0    | 2.0 | 0.0  | 0.0 | 0.0 | 1.0 | 2.0 | 2.0 |
| 1982-83   | 25   | TOTAL               | NBA  | 20 | 4   | 16.7 | 1.9 | 3.6 | .514 | 0.0 | 0.0 |     | 0.8 | 1.5 | .552 | 2.1   | 2.2    | 4.3 | 0.9  | 0.5 | 1.0 | 1.6 | 2.5 | 4.5 |
| 1982-83   | 25   | Los Angeles Lakers  | NBA  | 2  | 0   | 5.5  | 0.5 | 2.0 | .250 | 0.0 | 0.0 |     | 0.0 | 0.0 |      | 1.0   | 0.0    | 1.0 | 0.0  | 0.5 | 0.5 | 1.5 | 1.5 | 1.0 |
| 1982-83   | 25   | Washington Bullets  | NBA  | 5  | 0   | 9.4  | 1.0 | 1.8 | .556 | 0.0 | 0.0 |     | 1.0 | 1.8 | .556 | 0.8   | 1.8    | 2.6 | 0.4  | 0.0 | 0.0 | 1.2 | 1.4 | 3.0 |
| 1982-83   | 25   | San Diego Clippers  | NBA  | 13 | 4   | 21.2 | 2.4 | 4.5 | .525 | 0.0 | 0.0 |     | 0.8 | 1.5 | .550 | 2.8   | 2.7    | 5.5 | 1.2  | 0.6 | 1.5 | 1.8 | 3.0 | 5.6 |
| 1984-85   | 27   | Seattle SuperSonics | NBA  | 3  | 1   | 15.0 | 2.3 | 5.0 | .467 | 0.0 | 0.0 |     | 1.0 | 2.0 | .500 | 1.0   | 2.0    | 3.0 | 0.7  | 0.7 | 0.3 | 0.0 | 2.3 | 5.7 |
| Total     |      |                     | NBA  | 24 | 5   | 16.2 | 1.9 | 3.7 | .506 | 0.0 | 0.0 |     | 0.8 | 1.5 | .543 | 1.9   | 2.1    | 4.0 | 0.8  | 0.5 | 0.9 | 1.4 | 2.4 | 4.5 |